# Dendropicos gabonensis
El pito del Gabón (Dendropicos gabonensis) es una especie de ave piciforme de la familia Picidae que vive en África.  

## Distribución
Se encuentra en Angola, Camerún, República Centroafricana, República del Congo, República Democrática del Congo, Costa de Marfil, Guinea Ecuatorial, Gabón, Ghana, Guinea, Guinea-Bissau, Liberia, Nigeria, Sierra Leona, Togo y Uganda.